# Blepisanis lineata
Blepisanis lineata là một loài bọ cánh cứng trong họ Cerambycidae.